# Dziednawa
Dziednawa (biał. Дзеднава, ros. Дедново) – przystanek kolejowy w miejscowości Bobrujsk, w obwodzie mohylewskim, na Białorusi. Położony jest na linii Bobrujsk - Rabkor.